# ورزشگاه عباسیون
ورزشگاه عباسیون ورزشگاه ملی در دمشق، سوریه می‌باشد. امروزه از آن بیشتر برای برپایی مسابقه‌های فوتبال و به عنوان ورزشگاه خانگی الجیش استفاده می‌شود. این ورزشگاه گنجایش ۳۰٬۰۰۰ نفر تماشاچی را دارد و در سال ۱۹۷۶ ساخته شد.

## تاریخچه
این ورزشگاه در ابتدا در سال ۱۹۵۷ با ظرفیت ۱۰.۰۰۰ تماشاگر افتتاح شد تا میزبان مسابقات فوتبال و مسابقات ورزشی محلی باشد.
پس از آخرین بازسازی در مارس ۲۰۱۱، ورزشگاه عباسیون به یک ورزشگاه تمام عیار تبدیل شد و ظرفیت آن به ۳۰.۰۰۰ صندلی افزایش یافت.